# Iraque nos Jogos Olímpicos de Verão de 1948
O Iraque  participou dos Jogos Olímpicos de Verão de 1948 em Londres, na Inglaterra. Não conquistou nenhuma medalha, nem de ouro, nem de prata e nem de bronze. Foi a 1ª participação do país em Jogos Olímpicos de Verão.